# Nordanstigs kommun
Nordanstigs kommun är en kommun i nordöstra Gävleborgs län i Hälsingland. Centralort är Bergsjö.
Längs kusten finns en milsbred remsa som är låglänt. Den övergår längre in i en storkuperad urbergsterräng. I väster når höjderna cirka 500 meter över havet. 90 procent av kommunens yta består av skog. Under lång tid har skogsindustrin varit viktig för det lokala näringslivet, den största arbetsgivaren är dock kommunen själv. 
Sedan 1980 har befolkningstrenden varit negativ. Efter valen på 2010- och 2020-talen har kommunen haft växlande blocköverskridande styren. Mandatperioden 2022–2026 styrs kommunen av Socialdemokraterna, Liberalerna och Moderaterna.

## Administrativ historik
Kommunens område motsvarar socknarna: Bergsjö, Gnarp, Harmånger, Hassela, Ilsbo och Jättendal. I dessa socknar bildades vid kommunreformen 1862 landskommuner med motsvarande namn.
Vid kommunreformen 1952 uppgick Ilsbo och Jättendal i Harmånger medan Bergsjö, Gnarp och Hassela förblev oförändrade.
Vid kommunreformen 1971 bildades Bergsjö, Gnarps, Hassela och Harmångers kommuner av motsvarande landskommuner. Nordanstigs kommun bildades sedan 1974 av dessa fyra kommuner, med Bergsjö som centralort.
Kommunen ingår sedan bildandet i Hudiksvalls domsaga.

## Geografi
Kommunen gränsar i norr till Sundsvalls kommun i Västernorrlands län, i väster till Ljusdals kommun och i söder till Hudiksvalls kommun.

### Topografi och hydrografi
Gnejsgraniter utgör huvudsakligen berggrunden. Väster om Gnarp förekommer dock ett stråk av diabas. Längs kusten finns en milsbred remsa som är låglänt. Den övergår längre in i en storkuperad urbergsterräng. I väster når höjderna cirka 500 meter över havet. Dessa är täckta med morän, sänkorna med myrmark, och är klädda med barrskog. Höjderna i öster är som kontrast kala, detta som en följd av att de ligger under högsta kustlinjen. Sänkorna i öst är i huvudsak fyllda med finkorniga sediment med några större öppna och uppodlade områden, exempelvis vid Gnarp och Bergsjö. Vid Hassela bildar rullstensåsen Harmångeråsen  ett delta och fortsätter mot östsydöst till kusten vid Strömsbruk.
Nedan presenteras andelen av den totala ytan 2020 i kommunen jämfört med riket.
|  | Bebyggelse (2,7 %) |

|  | Skog (90,5 %) |

|  | Öppen myrmark (2,7 %) |

|  | Jordbruksmark (3,8 %) |

|  | Övrig mark (0,3 %) |

|  | Bebyggelse (3,1 %) |

|  | Skog (68,0 %) |

|  | Öppen myrmark (7,2 %) |

|  | Jordbruksmark (7,4 %) |

|  | Övrig mark (14,3 %) |

### Naturskydd
År 2022 fanns 28 naturreservat i Nordanstigs kommun. Bland dessa hittades Bodåsens naturreservat som bildades 2003 och omfattar 57 hektar. Primärt består området av skog med 100 år gamla granar men där trivs också arter som lopplummer och orkidéer som grönkulla, skogsnycklar och nattviol. Ett annat exempel på naturreservat är Gnarpskatens naturreservat som är belägen på en udde vid den norra, karga Hälsingekusten. Reservatet bildades 1975 och omfattar 150,5 hektar skog, vatten, klapperstensfält och sandstrand. I området hittas typiska våtmarksväxter som skvattram, ljung, hjortron och tranbär. Reservatet är också klassat som Natura 2000-område.

### Administrativ indelning
Fram till 2016 var kommunen för befolkningsrapportering indelad i tre församlingar – Bergsjö församling, Gnarps församling och Harmånger-Jättendals församling.

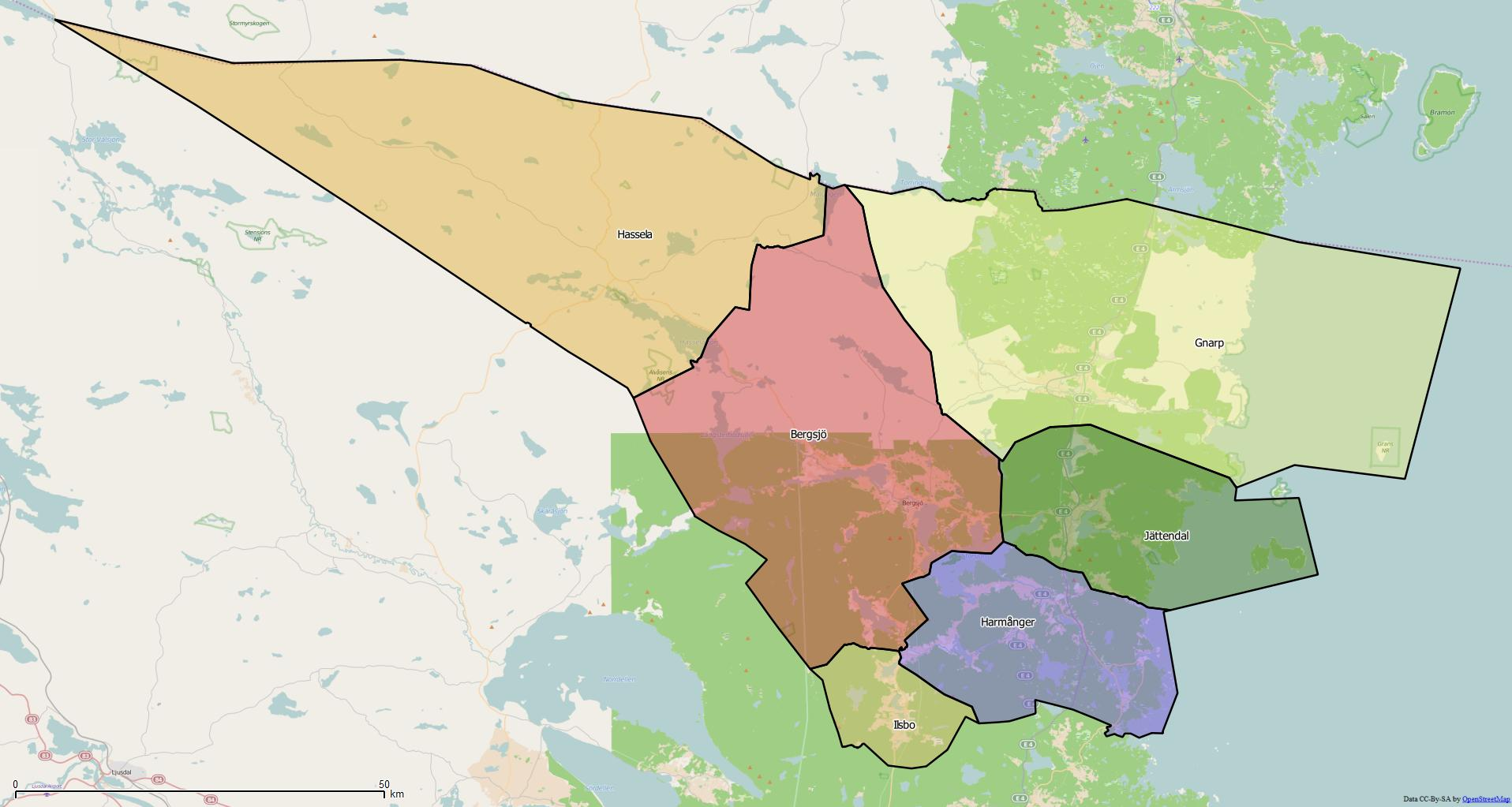
Distrikt (socknar) inom Nordanstigs kommun

Från 2016 indelas kommunen istället i sex distrikt, vilka motsvarar de tidigare socknarna: Bergsjö, Gnarp, Harmånger, Hassela, Ilsbo och Jättendal.

### Tätorter

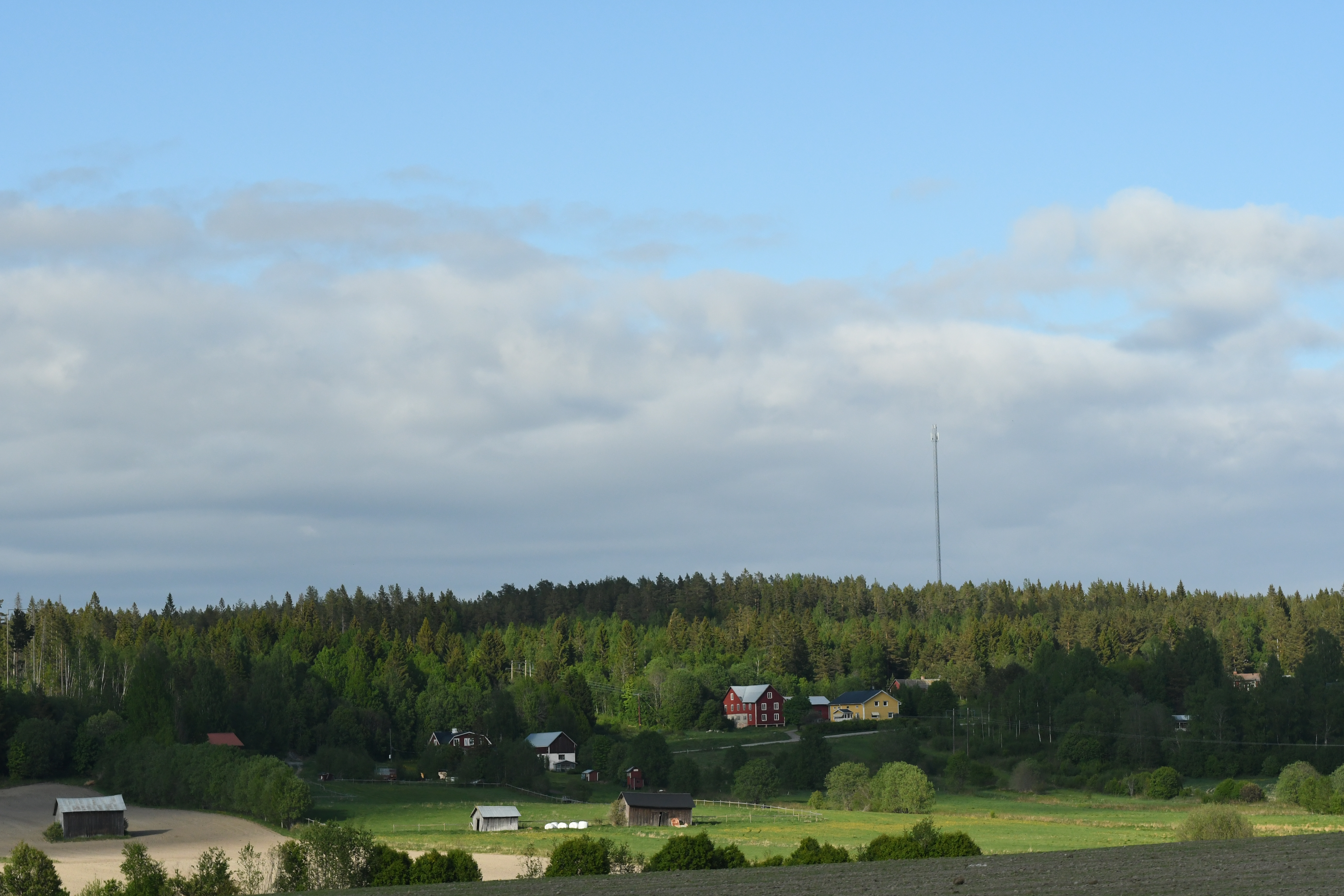
Skesta by vid Gnarp.

Vid tätortsavgränsningen av Statistiska centralbyrån den 31 december 2015 fanns det åtta tätorter i Nordanstigs kommun.
| Nr                          | Tätort     | Folkmängd |
| --------------------------- | ---------- | --------- |
| 1                           | Bergsjö    | 1 292     |
| 2                           | Gnarp      | 1 199     |
| 3                           | Harmånger  | 592       |
| 4                           | Ilsbo      | 453       |
| 5                           | Strömsbruk | 360       |
| 6                           | Stocka     | 340       |
| 7                           | Hassela    | 329       |
| 8                           | Jättendal  | 258       |
| Centralorten är i fet stil. |            |           |

| Karta |
| ----- |
|       |

## Styre och politik

### Styre
Mandatperioden 2010–2014 styrdes kommunen av en majoritetskoalition bestående av Centerpartiet, Miljöpartiet,  Socialdemokraterna och Vänsterpartiet. Efter valet 2014 valde Vänsterpartiet att lämna samarbetet, men de övriga tre behöll majoriteten och makten. Efter valet 2018 var förhandlingarna mellan partierna låsta. Tidigt inleddes förhandlingar med Liberalerna, men partiet valde att avstå. Styrande blev istället Centerpartiet och Socialdemokraterna genom ett valtekniskt samarbete med det lokala partiet Nordanstigspartiet.
Valet 2022 ledde delvis till maktskifte. De styrande partierna är Socialdemokraterna, Liberalerna och Moderaterna. Tillsammans samlar de 16 mandat.

### Kommunfullmäktige

#### Presidium
| Presidium 2022–2026    | Presidium 2022–2026 | Presidium 2022–2026 |
| ---------------------- | ------------------- | ------------------- |
| Ordförande             | S                   | Kent Hammarström    |
| Förste vice ordförande | M                   | Mårten Westergren   |
| Andre vice ordförande  | V                   | Petra Modeé         |

#### Mandatfördelning 1973–2022
| 3 | 16 | 17 | 3 |  |  |

| 34 | 7 |

| 3 | 17 | 16 | 3 |  |  |

| 34 | 7 |

| 3 | 17 | 14 | 3 | 2 | 2 |

| 30 | 11 |

| 3 | 18 |  | 12 | 2 | 2 | 3 |

| 27 | 14 |

| 2 | 18 | 2 | 11 | 3 | 2 | 3 |

| 30 | 11 |

| 2 | 17 | 4 | 11 | 3 | 2 | 2 |

| 29 | 12 |

| 3 | 16 | 2 |  | 10 | 3 | 3 | 3 |

| 27 | 14 |

| 5 | 17 | 3 | 9 | 2 | 2 | 3 |

| 23 | 18 |

| 7 | 14 | 3 | 9 | 2 | 3 | 3 |

| 27 | 14 |

| 2 | 11 |  | 8 | 3 | 2 | 4 |

| 19 | 12 |

|  | 11 |  |  | 10 | 2 |  | 4 |

| 16 | 15 |

| 2 | 11 |  | 2 | 7 | 4 |  | 3 |

| 18 | 13 |

| 2 | 11 |  | 5 | 5 | 2 |  | 4 |

| 13 | 18 |

| 3 | 10 | 5 |  | 5 |  | 2 | 4 |

| 17 | 14 |

| 3 | 9 | 5 | 3 | 3 |  |  | 6 |

| 17 | 14 |

### Nämnder

#### Kommunstyrelse
| Presidium 2022–2026    | Presidium 2022–2026 | Presidium 2022–2026 |
| ---------------------- | ------------------- | ------------------- |
| Ordförande             | S                   | Ola Wigg            |
| Förste vice ordförande | M                   | Lars Hed            |
| Andre vice ordförande  | NOP                 | Andreas Högdahl     |

#### Övriga nämnder
Kommunen har sex nämnder. Av dessa är tre nämnder, däribland Överförmyndarnämnden, gemensamma med en eller flera närliggande kommuner.
| Nämnd                   | Ordförande | Ordförande    | Vice ordförande | Vice ordförande  |
| ----------------------- | ---------- | ------------- | --------------- | ---------------- |
| Byggnadsnämnden         | S          | Daniel Gunsth | M               | Matias Klint     |
| Sociala myndighetsnämnd | S          | Stefan Nybom  | S               | Sigbritt Persson |
| Valnämnden              | S          | Monica Olsson | M               | Tor Tolander     |

## Ekonomi och infrastruktur

### Näringsliv
Under lång tid har skogsindustrin varit viktig för det lokala näringslivet, exempelvis återfanns 10 procent av kommunens arbetstillfällen inom jord- och skogsbruket 2014. I början av 2020-talet återfanns Iggesund Paperboard AB, SMP Part AB och Plyfa Plywood AB bland de största företagen i kommunen. SMP Part AB var kommunens största privata arbetsgivare med 125 anställda 2022. Största arbetsgivaren var dock kommunen själv, med 925 anställda 2022.

#### Turism
Trolska skogen är en teater i skogsmiljö vars syfte är att roa och påminna om vikten av att skydda djur och natur. År 2021 nominerades Trolska skogen till Stora turismpriset. Vinsten gick dock till Vasaloppet.

### Infrastruktur

#### Transporter
Nordanstigs kommun genomkorsas, från söder till norr, av Europaväg 4. Från Jättendal mot Hassela går länsväg 307. Den sammanstrålar utanför Hassela med länsväg 305 som löper från söder till norr. Kommunen genomkorsas även av järnvägen Gävle–Sundsvall–Långsele.

## Befolkning

### Demografi

#### Befolkningsutveckling
Kommunen har 9 262 invånare (31 december 2024), vilket placerar den på 226:e plats avseende folkmängd bland Sveriges kommuner.
| Befolkningsutvecklingen i Nordanstigs kommun 1970–2020 | Befolkningsutvecklingen i Nordanstigs kommun 1970–2020 | Befolkningsutvecklingen i Nordanstigs kommun 1970–2020 | Befolkningsutvecklingen i Nordanstigs kommun 1970–2020 | Befolkningsutvecklingen i Nordanstigs kommun 1970–2020 |
| ------------------------------------------------------ | ------------------------------------------------------ | ------------------------------------------------------ | ------------------------------------------------------ | ------------------------------------------------------ |
|                                                        |                                                        |                                                        |                                                        |                                                        |
| År                                                     |                                                        |                                                        | Folkmängd                                              |                                                        |
| 1970                                                   | 1970                                                   |                                                        | 11 469                                                 |                                                        |
| 1975                                                   | 1975                                                   |                                                        | 11 576                                                 |                                                        |
| 1980                                                   | 1980                                                   |                                                        | 11 962                                                 |                                                        |
| 1985                                                   | 1985                                                   |                                                        | 11 603                                                 |                                                        |
| 1990                                                   | 1990                                                   |                                                        | 11 541                                                 |                                                        |
| 1995                                                   | 1995                                                   |                                                        | 11 084                                                 |                                                        |
| 2000                                                   | 2000                                                   |                                                        | 10 282                                                 |                                                        |
| 2005                                                   | 2005                                                   |                                                        | 9 847                                                  |                                                        |
| 2010                                                   | 2010                                                   |                                                        | 9 611                                                  |                                                        |
| 2015                                                   | 2015                                                   |                                                        | 9 490                                                  |                                                        |
| 2020                                                   | 2020                                                   |                                                        | 9 483                                                  |                                                        |

#### Utländsk bakgrund
Den 31 december 2014 utgjorde antalet invånare med utländsk bakgrund (utrikes födda personer samt inrikes födda med två utrikes födda föräldrar) 859, eller 9,05 % av befolkningen (hela befolkningen: 9 493 den 31 december 2014). Den 31 december 2002 utgjorde antalet invånare med utländsk bakgrund enligt samma definition 386, eller 3,85 % av befolkningen (hela befolkningen: 10 021 den 31 december 2002).

#### Invånare efter de vanligaste födelseländerna
Den 31 december 2014 utgjorde folkmängden i Nordanstigs kommun 9 493 personer. Av dessa var 764 personer (8,0 %) födda i ett annat land än Sverige. I denna tabell har de nordiska länderna samt de 12 länder med flest antal utrikes födda (i hela riket) tagits med. En person som inte kommer från något av de här 17 länderna har istället av Statistiska centralbyrån förts till den världsdel som deras födelseland tillhör.
| Födelseland      | Födelseland                       | Födelseland |
| ---------------- | --------------------------------- | ----------- |
| 31 december 2014 |                                   |             |
| 1                | Sverige                           | 8 729       |
| 2                | Thailand                          | 105         |
| 3                | Europeiska unionen: Övriga länder | 99          |
| 4                | Finland                           | 96          |
| 5                | Afrika: Övriga länder             | 84          |
| 6                | Asien: Övriga länder              | 83          |
| 7                | Somalia                           | 45          |
| 8                | Polen                             | 40          |
| 9                | Tyskland                          | 37          |
| 10               | Norge                             | 30          |
| 11               | Europa utom EU: Övriga länder     | 23          |
| 12               | Afghanistan                       | 21          |
| 13               | Syrien                            | 21          |
| 14               | Danmark                           | 16          |
| 15               | Irak                              | 11          |
| 15               | Iran                              | 11          |
| 15               | Turkiet                           | 11          |
| 18               | Sydamerika                        | 10          |
| 19               | Nordamerika                       | 6           |
| 20               | Island                            | 4           |
| 21               | Kina                              | 3           |
| 21               | Sovjetunionen                     | 3           |
| 23               | Bosnien och Hercegovina           | 2           |
| 23               | Oceanien                          | 2           |
| 25               | / SFR Jugoslavien/FR Jugoslavien  | 1           |
| 26               | Okänt födelseland                 | 0           |

## Kultur

### Museer
I Nordanstigs kommun finns flera museer. Nordanstigs kustmuseum skildrar Nordanstigskustens fiske med särskilt fokus på strömmingsfiske. Vid Gränsfors bruk finns Gränsfors yxmuseum med omkring 2 000, varav den äldsta är 3 500 år gammal. I kommunen finns också det lilla ortsmuseet Strömsbruks museum.

### Kulturarv
Bland kulturarv i kommunen hittas exempelvis Ersk-Matsgården som förklarades som byggnadsminne 2001. Byggnaden uppfördes på 1770-talet och ligger i ett område som befolkade av de så kallade skogsfinnarna. Ett annat exempel på kulturarv är den runsten som står framför Jättendals kyrka som visar att det funnits kristna människor i Jättendal i ungefär 1 000 år.
Andra kyrkor med gamla anor är: Hassela kyrka (uppförd 1823–1826 i Karl Johansstil), Strömsbruks kyrka (invigd 1957), Harmångers kyrka (uppförd under 1100 eller 1200-talet), Bergsjö kyrka (uppförd 1843-1844) och Gnarps kyrka.

### Kommunvapen
Blasonering: Sköld delad av silver, vari en gående hälsingehäst i svart, och blått, vari ett av vågskuror bildat fisknät i silver med sex fullständiga maskor.
Av de sex socknar som ingår i Nordanstigs kommun hade fem redan heraldiska vapen. Då ingen av dessa var namngivare till den nya kommunen valde man att i stället skapa ett helt nytt vapen och det utlystes en tävling. Konstnären Paul Perssons förslag vann. Hästen syftar på jord- och skogsbruk och nätets maskor om antalet socknar, som ingår i kommunen. Vapnet registrerades hos PRV 1983.